# Я готов целовать песок
Мне бы жизнь твою, как киноплёнку

Прокрутить лет на восемь назад.

Чтоб была ты стройною девчонкой,

Чистой-чистой, как весенний сад.

Припев:

      Режут тени наискосок

      Рыжий берег в полосках ила,

      Я готов целовать песок,

      По которому ты ходила.

Чтобы ливня хлещущие струи

Навсегда, навеки, до конца

Смыли все чужие поцелуи

С твоего любимого лица.

      Припев.

Мне бы только птицей обернуться,

Пел бы звонче, чем все соловьи.

Не целуйся, слышишь, не целуйся,

Не целуйся, слышишь, без любви.

      Припев.
«Я готов целовать песок» — одна из многочисленных дворовых песен советской эпохи; написана на стихи, опубликованные в 1960-е годы. В исполнении Владимира Маркина получила всесоюзную известность в 1987 году, когда в программе «Утренняя почта» показали видеоклип, снятый в лагере Московского энергетического института «Алушта».
В реестре Российского авторского общества автором слов названа Марина Могилевская, авторами музыки — Владимир Маркин и музыкант-аранжировщик Эльбрус Черкезов.
Между тем стихотворение, которое легло в основу песни, написано поэтом Игорем Кобзевым и опубликовано в его сборнике «Московский май» в 1960 году, за два года до рождения Марины Могилевской. В этом стихотворении, однако, нет строк, которые вошли в припев песни и стали крылатыми. Припев был заимствован неведомыми создателями песни из стихотворения Владимира Павлинова, опубликованного в № 1 «Молодой гвардии» за 1965 г. под названием «Память» и в 1968 г. под названием «Волны» вошедшего в сборник стихов Павлинова «Лицо».